# USS Wantuck (APD-125)
USS Wantuck (APD-125) là một tàu vận chuyển cao tốc lớp Crosley, nguyên được cải biến từ chiếc DE-692, một tàu hộ tống khu trục lớp Rudderow, và đã phục vụ cùng Hải quân Hoa Kỳ trong Chiến tranh Thế giới thứ hai. Nó là chiếc tàu chiến duy nhất của Hải quân Hoa Kỳ được đặt cái tên này, theo tên binh nhì Thủy quân Lục chiến John Joseph Wantuck (1923–1943), người từng tham gia hoạt động tại đảo New Georgia thuộc quần đảo Solomon, đã tử trận vào ngày 17 tháng 7, 1943 và được truy tặng Huân chương Chữ thập Hải quân. Nó đã phục vụ cho đến khi Thế Chiến II kết thúc, rồi tiếp tục hoạt động trong cuộc Chiến tranh Triều Tiên và sau đó, cho đến khi xuất biên chế vào năm 1957. Con tàu cuối cùng bị bán để tháo dỡ vào năm 1958. Wantuck được tặng thưởng một Ngôi sao Chiến trận do thành tích phục vụ trong Thế Chiến II, và thêm bảy Ngôi sao Chiến trận khác khi hoạt động tại Triều Tiên.

## Thiết kế và chế tạo
Thiết kế của lớp Crosley dựa trên việc cải biến lớp tàu hộ tống khu trục Rudderow. Cấu trúc thượng tầng con tàu được mở rộng, đồng thời tháo dỡ bớt vũ khí trang bị để lấy chỗ bố trí nơi nghỉ cho 162 binh lính được vận chuyển cùng khoảng 40 tấn trang bị. Hệ thống động lực tương tự như với các lớp Buckley và Rudderow; là kiểu động cơ turbine-điện General Electric, cung cấp điện năng cho mô-tơ điện để dẫn động hai trục chân vịt.
Dàn vũ khí được giữ lại bao gồm một khẩu pháo 5 inch (130 mm)/38 cal bố trí một phía trước mũi; ba khẩu đội pháo phòng không Bofors 40 mm nòng đôi và sáu pháo phòng không Oerlikon 20 mm; vũ khí chống ngầm gồm hai đường ray Mk. 9 để thả mìn sâu. Thủy thủ đoàn đầy đủ bao gồm 15 sĩ quan và 168 thủy thủ; và con tàu được bố trí tiện nghi để vận chuyển 12 sĩ quan cùng 150 binh lính đổ bộ.
Trước khi chế tạo, Wantuck được xếp lại lớp như một tàu vận chuyển cao tốc vào ngày 17 tháng 7, 1944, đổi từ ký hiệu lườn DE-692 sang APD-125. Nó được đặt lườn tại xưởng tàu của hãng Bethlehem Steel Corp. ở Quincy, Massachusetts vào ngày 17 tháng 8, 1944, được hạ thủy vào ngày 25 tháng 9, 1944, được đỡ đầu bởi cô Mary Wantuck. Con tàu nhập biên chế cùng Hải quân Hoa Kỳ tại Xưởng hải quân Boston ở Boston, Massachusetts, vào ngày 30 tháng 12, 1944 dưới quyền chỉ huy của Hạm trưởng, Thiếu tá Hải quân Richard Bensen.

## Lịch sử hoạt động

### Thế Chiến II
Sau khi tiến hành chạy thử máy huấn luyện dọc theo bờ biển New England và sau đó tại khu vực Bermuda cho đến ngày 18 tháng 2, 1945, Wantuck quay trở về Hampton Roads, Virginia, và chuẩn bị để được điều động sang khu vực Mặt trận Thái Bình Dương. Nó khởi hành từ Norfolk, Virginia vào ngày 21 tháng 2, đi ngang qua kênh đào Panama và San Diego, California trước khi đi đến Oahu, Hawaii vào ngày 21 tháng 3. Nó rời Trân Châu Cảng vào ngày 2 tháng 4 để hướng sang Viễn Đông, ghé đến Eniwetok trong đêm 10-11 tháng 4, và đi đến Guam thuộc quần đảo Mariana vào ngày 14 tháng 4. Nó tiếp tục có chặng dừng tại đảo san hô Ulithi, nơi nó gia nhập một đoàn tàu vận tải để hướng sang quần đảo Ryukyu. Đi đến Kerama Retto gần Okinawa vào ngày 21 tháng 4, nó làm nhiệm vụ tuần tra phòng không và chống tàu ngầm nhằm bảo vệ tàu bè tại khu vực Okinawa cho đến ngày 30 tháng 4, khi nó gia nhập một đoàn tàu 16 tàu buôn để hộ tống chúng đi sang Saipan thuộc Mariana.
Quay trở lại Okinawa, Wantuck tiếp nối nhiệm vụ tuần tra bảo vệ tàu bè tại khu vực Kerama Retto. Vào ngày 4 tháng 5, nó đánh trả các đợt không kích của máy bay tấn công tự sát đối phương, rồi đến cuối ngày hôm đó khi Birmingham (CL-62) bị một chiếc Kamikaze đâm trúng, nó đã đi đến trợ giúp cho chiếc tàu tuần dương hạng nhẹ lâm nạn. Nó rời vùng biển Okinawa vào ngày 5 tháng 5, hộ tống cho Birmingham và tàu khu trục quét mìn Rodman (DMS-21) bị hư hại rút lui về Ulithi. Tuy nhiên trên đường đi đội tàu được clệnh chuyển hướng đến Guam thuộc Mariana. Trong hai tháng tiếp theo, chiếc tàu vận chuyển cao tốc thực hiện các chuyến đi lại giữa Guam và Okinawa cho đến ngày 5 tháng 7, khi nó rời Guam để hướng đến Leyte, Philippines. Đi đến vịnh San Pedro, Leyte vào ngày 8 tháng 7, con tàu lại hướng đến Okinawa, và phục vụ tại khu vực quần đảo Ryukyu cho đến khi Nhật Bản chấp nhận đầu hàng vào ngày 15 tháng 8, 1945 giúp chấm dứt vĩnh viễn cuộc xung đột.

### 1945 - 1950
Gia nhập Đệ Tam hạm đội vào ngày 18 tháng 8, Wantuck đón lên tàu binh lính thuộc lực lượng làm nhiệm vụ chiếm đóng rồi hướng sang Nhật Bản, tiến vào vịnh Tokyo vào ngày 27 tháng 8. Nó chuyển đến Yokosuka vào ngày 30 tháng 8, và bắt đầu tiếp nhận những tù binh chiến tranh Đồng Minh từ chiếc tàu bệnh viện Benevolence (AH-13). Vào đầu tháng 9, nó đi đến nhiều cảng Nhật Bản để đón lên tàu các cựu tù binh, rồi chuyển họ sang tàu khu trục Lansdowne (DD-486) vào ngày 7 tháng 9. Hai ngày sau đó nó lại đón lên tàu nhiều cựu tù binh Anh và chuyển họ sang một tàu khu trục của Hải quân Anh một ngày sau đó. Con tàu tiếp tục nhiệm vụ vận chuyển các cựu tù binh giữa các cảng Nhật Bản cho đến ngày 2 tháng 10, khi nó lên đường đi sang quần đảo Mariana.
Đi đến Guam vào ngày 5 tháng 10, Wantuck ở lại đây cho đến ngày19 tháng 10, khi nó lên đường đi Yokosuka, đến nơi ba ngày sau đó. Nó lại khởi hành vào ngày 30 tháng 10, đi ngang qua Guam trước khi đi đến Manus thuộc quần đảo Admiralty vào ngày 8 tháng 11. Con tàu khởi hành vào ngày hôm sau, đi đến Rabaul vào ngày 9 tháng 11, rồi tiếp tục hành trình vào ngày 18 tháng 11 để quay trở về Hoa Kỳ. Sau các chặng dừng tại Manus, Guam, Eniwetok và nó về đến San Francisco, California vào ngày 21 tháng 12. Con tàu đi vào Xưởng hải quân Mare Island ở Vallejo, California vào ngày 3 tháng 1, 1946 để đại tu. Khi công việc hoàn tất vào ngày 10 tháng 3, nó lên đường đi đến cảng nhà mới San Diego, và trong một năm tiếp theo đã thực tập huấn luyện ngoài khơi năm California, chủ yếu thực hành đổ bộ tại khu vực đảo San Clemente.
Vào ngày 24 tháng 2, 1947, Wantuck rời San Diego cho một lượt hoạt động kéo dài ba tháng tại khu vực Tây Thái Bình Dương. Nó ghé đến Trân Châu Cảng, Kwajalein, Manus và Guam trước khi quay trở về San Diego vào ngày 19 tháng 6. Nó tiếp tục những hoạt động huấn luyện và bảo trì thường lệ từ cảng nhà cho đến khi lại lên đường vào ngày 15 tháng 1, 1948 để hướng sang Viễn Đông. Đi ngang qua Trân Châu Cảng, Kwajalein và Guam, nó đi đến Thanh Đảo, Trung Quốc vào ngày 15 tháng 2. Trong sáu tháng tiếp theo nó hoạt động dọc bờ biển Trung Quốc trong bối cảnh cuộc Nội chiến Trung Quốc ngày càng trở nên ác liệt. Con tàu tham gia vận chuyển binh lính Quốc dân Đảng đến nhiều địa điểm để chống trả sự tấn công của phía Cộng sản. Nó rời Thanh Đảo vào ngày 16 tháng 8 để quay trở về Hoa Kỳ, ghé đến Guam, Kwajalein và Trân Châu Cảng trước khi về đến San Diego vào ngày 9 tháng 9.
Sau các hoạt động thường lệ tại vùng bờ Tây trong năm 1949, sang đầu năm 1950, Wantuck thực hiện một chuyến đi khứ hồi đến vùng biển Alaska, rồi khởi hành từ San Diego vào ngày 1 tháng 5 cho một lượt hoạt động khác tại nước ngoài. Con tàu ghé đến Trân Châu Cảng từ ngày 9 đến ngày 12 tháng 5 trước khi tiếp tục hướng sang phía Tây, có các chặng dừng tại Mariana và Philippines trước khi đi đến Hong Kong vào ngày 7 tháng 6.

### Chiến tranh Triều Tiên
Cho dù sự kiện Chiến tranh Triều Tiên bất ngờ bùng nổ vào ngày 25 tháng 6, 1950 buộc Hải quân Hoa Kỳ phải huy động khẩn cấp nhiều tàu chiến để phái sang vùng chiến sự, Wantuck tiếp tục ở lại Hong Kong cho đến ngày 6 tháng 9, khi nó lên đường hướng sang Nhật Bản, đi đến Sasebo vào ngày 8 tháng 9. Nó đi sang vùng bờ biển bán đảo Triều Tiên hai ngày sau đó, có mặt tại cảng Pusan nhằm chuẩn bị cho cuộc đổ bộ lên Incheon. Rời Pusan vào ngày 13 tháng 9 với binh lính thuộc Tiểu đoàn 3, Trung đoàn 5 Thủy quân Lục chiến trên tàu, nó đi đến ngoài khơi Wolmi-do, hòn đảo ở cửa ngõ Inchon, vào sáng ngày 15 tháng 9. Lực lượng đổ bộ nhanh chóng chiếm được hòn đảo, chuẩn bị cho giai đoạn đổ bộ tiếp theo trực tiếp lên Inchon vào xế trưa hôm đó. Con tàu tiếp tục có mặt để hỗ trợ các hoạt động ngoài khơi khu vực này cho đến ngày 26 tháng 9, khi nó lên đường quay trở về Yokosuka, Nhật Bản.
Quay trở lại vùng chiến sự Triều Tiên vào đầu tháng 10, Wantuck đón lên tàu các đội biệt kích Commando Hải quân Hoàng gia. Phối hợp với tàu vận chuyển cao tốc Horace A. Bass (APD-124) và được tàu khu trục De Haven (DD-727) hỗ trợ, nó tiến hành một loạt các cuộc đột kích gần Wŏnsan để phá hoại việc vận chuyển tiếp tế của đối phương, chủ yếu nhằm vào các tuyến đường sắt, nhằm chuẩn bị cho một cuộc đổ bộ khác lên Wonsan. Con tàu quay trở về Nhật Bản vào ngày 10 tháng 10, và kế hoạch đổ bộ bằng đường biển lên tỏ ra không cần thiết khi bộ binh Hàn Quốc chiến được thành phố bằng đường bộ vào ngày 11 tháng 10.
Khi Wantuck quay trở lại vùng chiến sự vào ngày 20 tháng 10, lực lượng Liên Hiệp Quốc đã thành công trong việc mở lại cảng Wonsan cho hoạt động vận chuyển. Con tàu quay trở về Yokosuka vào ngày 25 tháng 11, và khởi hành ba ngày sau đó để quay trở về Hoa Kỳ. Nó ghé đến đảo san hô Midway và Trân Châu Cảng trước khi về đến San Diego vào ngày 15 tháng 12. Trong tám tháng tiếp theo nó được đại tu, bảo trì và huấn luyện tại vùng bờ Tây trước khi khởi hành vào ngày 23 tháng 7, 1951 để quay trở lại khu vực Viễn Đông, ghé đến Trân Châu Cảng và Midway trên đường đi, và đến Yokosuka vào ngày 22 tháng 8.
Vào giai đoạn này của cuộc xung đột, trận chiến trên bộ rơi vào tình trạng trì trệ trong khi hoạt động hải quân chủ yếu là của các tàu sân bay, khi chúng tung máy bay không kích xuống các mục tiêu quan trọng của đối phương, chờ đợi những tiến triển trong cuộc đàm phán hòa bình. Wantuck gia nhập Lực lượng Đặc nhiệm 90, lực lượng đổ bộ, nhưng hầu như không có hoạt động tác chiến nào. Nó viếng thăm nhiều cảng bao gồm Incheon và Pusan, rồi rời Yokosuka vào cuối tháng 3, 1952 để quay trở về Hoa Kỳ, ghé đến Trân Châu Cảng trước khi về đến San Diego vào ngày 19 tháng 4.
Trong gần một năm tiếp theo, Wantuck ở lại vùng bờ Tây Hoa Kỳ, chủ yếu hoạt động từ San Diego ngoại trừ một giai đoạn đi đến San Francisco từ tháng 9 đến tháng 12 để đại tu. Nó khởi hành từ San Diego vào ngày 7 tháng 3, 1953 để hướng sang Viễn Đông, ghé đến Trân Châu Cảng trước khi đi đến Yokosuka vào ngày 30 tháng 3. Con tàu tuần tra tại vùng biển Triều Tiên trong bối cảnh hầu như không có cuộc đụng độ nào. Thỏa thuận ngừng bắn được các bên tham chiến ký kết vào tháng 7, 1953, chấm dứt hơn ba năm xung đột; và nó tiếp tục hoạt động tuần tra và viếng thăm các cảng cho đến khi khởi hành từ Yokosuka vào ngày 9 tháng 11, 1953 để quay trở về Hoa Kỳ, ghé đến Midway và Trân Châu Cảng trước khi về đến San Diego vào ngày 25 tháng 11, 1953.

### 1954 - 1957
Trong những năm hoạt động tiếp theo, Wantuck còn thực hiện thêm hai chuyến đi khác sang khu vực Tây Thái Bình Dương, ghé đến Hong Kong trong chuyến đi năm 1954, và thêm một chuyến đi khác vào năm 1955. Giữa các chuyến đi này nó hoạt động tại các vùng biển California và Alaska.
Vào giữa tháng 8, 1957, trên đường từ San Diego đến Hawaii trong chặng đầu của hành trình dự định đi sang Viễn Đông, Wantuck đang ở vị trí cách San Diego khoảng 180 nmi (330 km), trong một đêm tối không trăng. Lúc 03 giờ 18 phút ngày 15 tháng 8, 1957, tàu vận chuyển tấn công Lenawee (APA-195) đã đâm vào mạn trái của Wantuck ở khoảng giữa phòng nồi hơi số 1 và phòng động cơ số 1, khiến cho Wantuck hầu như bị tách làm đôi. Hai thành viên thủy thủ đoàn của Wantuck đã thiệt mạng trong tai nạn: một người bị ngập nước trong phòng động cơ và người kia cùng năm người người bị thương do bỏng bởi hơi nước. Các tàu kéo hạm đội Cree (ATF-84) và tàu cứu hộ tàu ngầm Florikan (ASR-9) đã đi đến trợ giúp cho Wantuck. Lenawee đưa một số người bị thương lên tàu và đưa họ đến Trân Châu Cảng, trong khi Wantuck được kéo về San Diego vào ngày 16 tháng 8.
Do hư hại quá mức có thể sửa chữa hiệu quả, Wantuck được xem là một tổn thất toàn bộ và được cho xuất biên chế tại San Diego vào ngày 15 tháng 11, 1957, neo đậu cùng Hạm đội Dự bị Thái Bình Dương. Tên nó được cho rút khỏi danh sách Đăng bạ Hải quân vào ngày 4 tháng 3, 1958, và lườn tàu được bán cho hãng Sundfelt Equipment Company, Inc. tại Wilmington, California vào ngày 27 tháng 10, 1958 để tháo dỡ.

## Phần thưởng
Wantuck được tặng thưởng một Ngôi sao Chiến trận do thành tích phục vụ trong Thế Chiến II, và thêm bảy Ngôi sao Chiến trận khác khi hoạt động tại Triều Tiên.
|                                         |  | Bronze star |
|                                         |  |             |
| Silver star · Bronze star · Bronze star |  |             |

| Huân chương Phục vụ Trung Hoa (mở rộng)                  | Huân chương Chiến dịch Hoa Kỳ                 | Huân chương Chiến dịch Châu Á-Thái Bình Dương với 1 Ngôi sao Chiến trận |
| Huân chương Chiến thắng Thế Chiến II                     | Huân chương Phục vụ Chiếm đóng Hải quân       | Huân chương Phục vụ Phòng vệ Quốc gia                                   |
| Huân chương Phục vụ Triều Tiên với 7 Ngôi sao Chiến trận | Huân chương Liên Hiệp Quốc Phục vụ Triều Tiên | Huân chương Phục vụ Chiến tranh Triều Tiên (Hàn Quốc) (truy tặng)       |